# Enrique Fierro

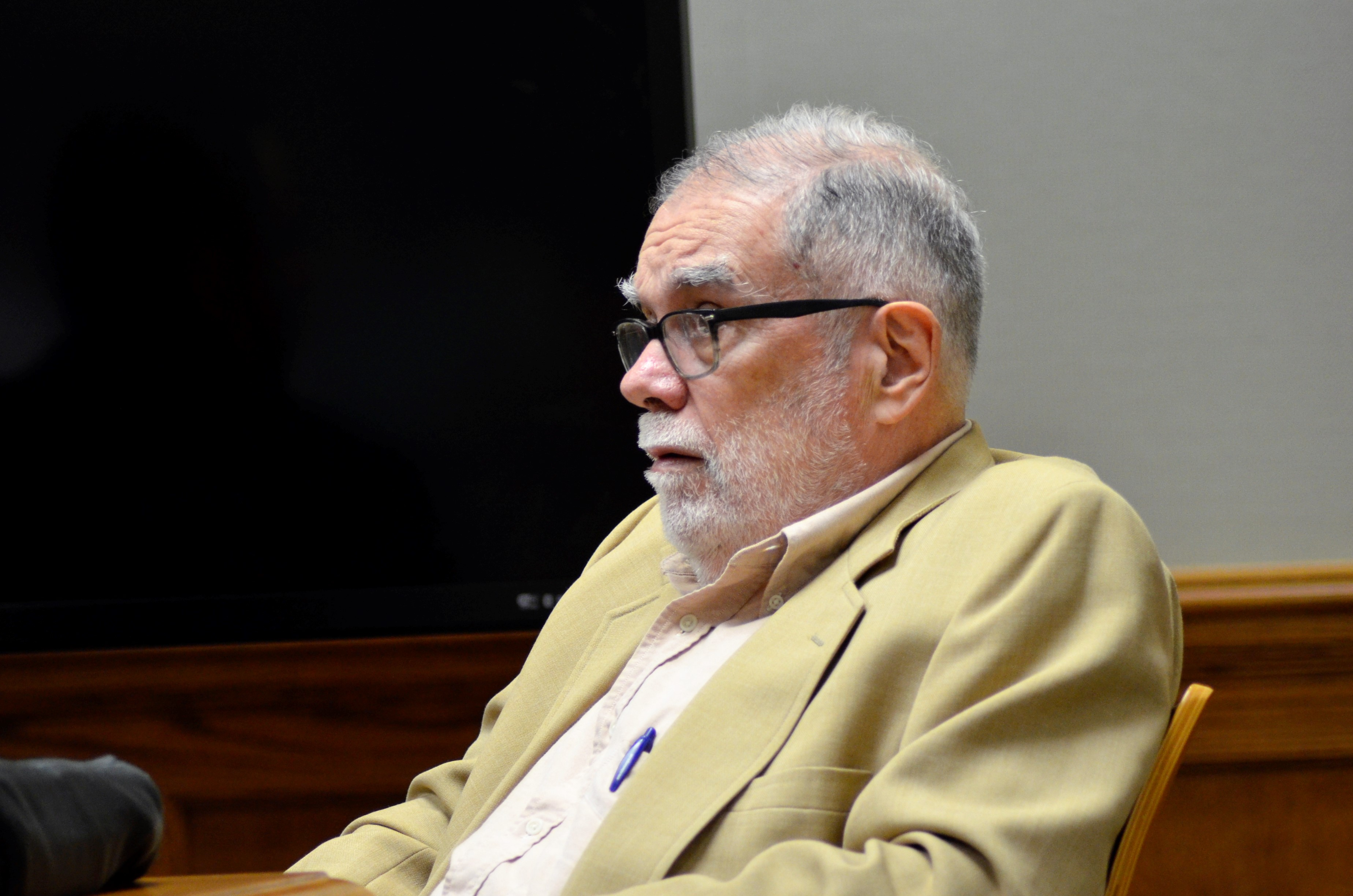
Enrique Fierro (2015)

Enrique Fierro (* 26. Juli 1941 oder 26. Juli 1942 in Montevideo, Uruguay; † 21. Mai 2016 in Austin, Texas) war ein uruguayischer Schriftsteller und Literaturkritiker.
Nach einem 1967 erfolgreich beendeten Literatur-Studium am Instituto de Profesores Artigas (IPA) folgte von 1974 bis 1975 ein weiteres Studium an der Nationalen Autonomen Universität von Mexiko (UNAM). Er übte eine Lehrtätigkeit im Bereich Literaturtheorie am Instituto de Profesores Artigas, 1974 an der Universität Rostock, von 1974 bis 1985 an der Universidad Católica del Uruguay Dámaso Antonio Larrañaga (UCUDAL), an der UNAM, der Universidad de Guerrero und von 1974 bis 1984 an der mexikanischen Universidad Anáhuac aus. Während der zwischen 1973 und 1984 herrschenden Militärdiktatur ging er ins Exil nach Mexiko, kehrte aber mit dem Ende dieser Phase der Geschichte Uruguays in seine Geburtsstadt zurück. Dort übernahm er 1985 die Stellung des Direktors der uruguayischen Nationalbibliothek, die er bis zum Jahre 1989 innehatte. Anschließend zog es ihn im Rahmen eines Lehrauftrags für zeitgenössische hispanoamerikanische Literatur an der University of Texas nach Austin (Texas) in die USA. Dort lebte er mit seiner Ehefrau, der Schriftstellerin Ida Vitale, die er 1970 geheiratet hatte.
Fierro war zudem Literaturkritiker der Marcha und der mexikanischen Zeitung El Día und gehörte dem Redaktionsrat (Consejo de Redacción) der Zeitschrift Vuelta in Mexiko an.
Fierro veröffentlichte zahlreiche Bücher. Zu seinen Werken gehören neben Übersetzungen bekannter Schriftsteller wie etwa William Shakespeare, Paul Éluard, Ezra Pound oder Jean Genet eine große Zahl weiterer Werke.

## Veröffentlichungen (Auswahl)
- 1964: De la invención
- 1963–1966: Mutaciones
- 1972: Entonces jueves
- 1972: Mutaciones 1
- 1973: Impedimenta
- 1974: Capítulo aparte
- 1976: Breve Suma
- 1977: Textos/pretextos
- 1977: 1/2
- 1977: Trabajo y cambio
- 1980: Las oscuras versiones
- 1980: Días con perro
- 1980: Ver para
- 1980: Ver para creer, causa perdida, estaba escrito: para una crítica de la razón poética
- 1982: Contrahierba
- 1982: Fuera de lugar
- 1983: La entonces música
- 1984: Ristra
- 1986: Calca
- 1989: Quiero ver una vaca
- 1991: La clave, el tono
- 1991: Homenajes
- 1992: Travestía
- 1994: Paz por dos
- 1996: La savia duda
- 1996: Marcas y señales - 1972-1977
- 1997: Margen. Llamar a capítulo
- 1997: Cuerpo extraño
- 1997: Hechos, deshechos
- 1997: Contra la distancia
- 1999: Selección natural
- 1999: Escrito en México
- 2000: Murmurios y clamores

## Auszeichnungen
- 1968: Premio Florencio für die Übersetzung des Shakespeare-Werks As you like it
- 1972: Lyrikpreis der Stadt Montevideo
- Lyrikpreis des Landes Uruguay
- Übersetzerpreis der Theaterkritiker Uruguays